# 三峽機廠
三峽機廠是新北捷運三鶯線的一座機廠，站址位於新北市三峽區設立的LB5龍埔站站旁，預計於2026年3月通車啟用，为三鶯線主线和延伸八德段提供机电系统與五級全功能修護兼駐車功能之車輛基地。